# Amit Bar
Amit Bar (Haifa, Israël, 28 juni 1950) is een fotograaf en beeldend kunstenaar, vooral beroemd voor zijn bodypaintings en fine art fotografie. Zijn projecten zijn vaak geïnspireerd door de vrouwelijke vorm, dieren en landschappen en zijn voornamelijk gecreëerd in Nederland, Israël en Frankrijk. Voor zijn werk is hij bekroond met verschillende prijzen en ontving hij aandacht van internationale media.

## Carrière
Amit Bar studeerde Beeldende Kunst aan de Universiteit van Haifa. Na zijn afstuderen verhuisde hij naar Nederland, van waar hij de meeste van zijn projecten als beeldend kunstenaar heeft uitgevoerd. In de vroege stadia van zijn carrière richtte hij zich voornamelijk op fotografie van kinderen. Naarmate de tijd vorderde begon hij ook te experimenteren met het toevoegen van verf en schilderen aan zijn foto’s, waarmee hij collages wist te creëren. Later in zijn carrière richtte hij zich in toenemende mate op bodypaintings. Door verf aan te brengen op het naakte lichaam van een vrouw en deze in een specifieke setting te fotograferen, slaagde hij erin kunstzinnige creaties te maken die tot de verbeelding spreken. Het werk van Bar is zowel terug te vinden in particuliere collecties als in publieke (internationale) galerieën en bijvoorbeeld op het cruiseschip MS Westerdam. De foto’s van Bar zijn gebruikt op de covers van albums van musici Jan Mulder en Bert Louissen.

## Prijzen en media-aandacht
Bar is genomineerd voor verschillende internationale prijzen, waaronder de International Color Award en de Black and White Spider Award. De kunst van Bar heeft geleid tot aandacht van internationale media, waaronder een portfolio-publicatie in Korean Photo+ magazine. In 2001 ontving Bar erkenning voor zijn werk door een jury van experts onder leiding van Eliott Erwitt. Als onderdeel van deze prijs warden verschillende foto’s van Amit Bar gepubliceerd in fotografieboeken van M.I.L.K., genaamd Friendship: a celebration of humanity en Our Beautiful Children. Amit Bar kreeg landelijke aandacht in Nederland, toen hij een landelijke fotografiewedstrijd won genaamd Dit is Nederland in 2005. Zijn inzending Driekleurenvlag, hoofdtooi, klompen en windmolen werd gepubliceerd in een boek dat voortkwam uit de wedstrijd, en werd opgehangen in een vleugel van de Tweede Kamer in Den Haag. De Driekleurenvlag kreeg ook aandacht van het dagblad De Gelderlander evenals andere nieuwsmedia. Verschillende media hebben het werk van Bar onder de aandacht gebracht. Zijn kunst werd gerecenseerd in Noaber magazine, De Stentor en TV Gelderland. In 2015 eindigde Bar als tweede in het Schiedamse Fotofestival.